# Calcio Catania 1998-1999
Questa pagina raccoglie i dati riguardanti il Calcio Catania nelle competizioni ufficiali della stagione 1998-1999.

## Stagione
Nella stagione 1998-1999 il Catania disputa il girone C del campionato di Serie C2, raccoglie 59 punti che valgono il primo posto in classifica, che significa risalita diretta in Serie C1. Dopo sei anni il Catania ritorna in Serie C1, un risultato che non può che essere dedicato alla memoria di Angelo Massimino. Allenata da Piero Cucchi la squadra etnea con 32 punti conclude in testa il girone di andata, nel girone di ritorno ha un rallentamento, che permette al Messina un prodigioso recupero, ma per un solo punto riesce ad ottenere la promozione diretta. La seconda promossa è il Benevento che batte nella finale dei playoff il Messina. Il tecnico Piero Cucchi è stato l'artefice di questa stagione avvincente del Catania, con una squadra costruita su una difesa solida, ed un attacco che ha portato in rete ben dodici giocatori della rosa rossoazzurra. Gestendo con freddezza il finale di campionato, caratterizzato da tre pareggi, comunque decisivi. Nella Coppa Italia di Serie C il Catania ha vinto il girone R di qualificazione, poi nei sedicesimi ha eliminato l'Atletico Catania nel derby, negli ottavi ha superato il Crotone, mentre nei quarti si è inchinato al Messina, battuto ai calci di rigore (5-3).

## Rosa
| N. |                   | Ruolo | Calciatore            |
| -- | ----------------- | ----- | --------------------- |
|    | Italia (bandiera) | P     | Francesco Bifera      |
|    | Italia (bandiera) | P     | Marco Giannoni        |
|    | Italia (bandiera) | D     | Alessandro Chicchetti |
|    | Italia (bandiera) | D     | Raniero Di Cunzolo    |
|    | Italia (bandiera) | D     | Antonino Di Dio       |
|    | Italia (bandiera) | D     | Alessandro Furlanetto |
|    | Italia (bandiera) | D     | Giacomo Gattuso       |
|    | Italia (bandiera) | D     | Gennaro Monaco        |
|    | Italia (bandiera) | D     | Gaetano Calà Campana  |
|    | Italia (bandiera) | C     | Giuseppe Del Giudice  |
|    | Italia (bandiera) | C     | Dino Di Julio         |
|    | Italia (bandiera) | C     | Umberto Brutto        |

| N. |                   | Ruolo | Calciatore             |
| -- | ----------------- | ----- | ---------------------- |
|    | Italia (bandiera) | C     | Raffaele Esposito      |
|    | Italia (bandiera) | C     | Francesco Ripaldi      |
|    | Italia (bandiera) | C     | Davide Faieta          |
|    | Italia (bandiera) | C     | Giovanni Igor Marziano |
|    | Italia (bandiera) | C     | Gianni Margheriti      |
|    | Italia (bandiera) | C     | Matteo Rossi           |
|    | Italia (bandiera) | C     | Pietro Tarantino       |
|    | Italia (bandiera) | A     | Alessandro Costa       |
|    | Italia (bandiera) | A     | Luca Lugnan            |
|    | Italia (bandiera) | A     | Roberto Manca          |
|    | Italia (bandiera) | A     | Francesco Passiatore   |
|    | Italia (bandiera) | A     | Massimo Spagnolli      |

## Risultati

### Serie C2

#### Girone di andata
| Arbitro: | Tomasi (Conegliano) |

|  |           |                    |
|  | Marcatori | 90’ (rig.) De Rosa |

| Arbitro: | Ioseffi (Siena) |

|             |           |           |
| Marsich 53’ | Marcatori | 4’ Brutto |

| Arbitro: | Belloli (Bergamo) |

|                                 |           |  |
| Passiatore 31’ (rig.) Manca 74’ | Marcatori |  |

| Arbitro: | Morganti (Ascoli Piceno) |

|  |           |              |
|  | Marcatori | 90+2’ Lugnan |

| Arbitro: | Trefoloni (Siena) |

|                |           |         |
| Passiatore 44’ | Marcatori | 84’ Ria |

| Arbitro: | Carlucci (Molfetta) |

|               |           |  |
| M. Scarpa 14’ | Marcatori |  |

| Arbitro: | Calcagno (Nichelino) |

|                                        |           |                             |
| Lugnan 1’ Passiatore 5’, 33’, 40’, 78’ | Marcatori | 2’ Galeano 90+1’ Marroccolo |

| Arbitro: | Verrucci (Fermo) |

|               |           |                                    |
| Di Corcia 40’ | Marcatori | 17’ (rig.) Passiatore 22’ M. Rossi |

| Arbitro: | Palanca (Roma) |

|                       |           |                      |
| Campilongo 79’ (rig.) | Marcatori | 87’ (rig.) Tarantino |

| Arbitro: | Santoro (Domodossola) |

|                              |           |  |
| Furlanetto 16’ G. Monaco 56’ | Marcatori |  |

| Arbitro: | Alario (Civitavecchia) |

|            |           |  |
| Lugnan 69’ | Marcatori |  |

| Arbitro: | Bonin (Trieste) |

|  |           |                        |
|  | Marcatori | 88’ Lugnan 90+1’ Costa |

| Arbitro: | Cruciani (Pesaro) |

|                      |           |                       |
| Tarantino 84’ (rig.) | Marcatori | 47’ (rig.) G. Ferrara |

| Messina 13 dicembre 1998 14ª giornata | Messina       | 0 – 0 | Catania | Stadio Giovanni Celeste\| Arbitro: \| Ciulli (Roma) \| |
| Arbitro:                              | Ciulli (Roma) |       |         |                                                        |

| Arbitro: | Carrer (Conegliano) |

|                                         |           |  |
| Marziano 45+3’ Furlanetto 56’ Manca 86’ | Marcatori |  |

| Arbitro: | Cavallaro (Legnago) |

|             |           |  |
| Cataldi 34’ | Marcatori |  |

| Arbitro: | Trefoloni (Siena) |

|            |           |  |
| Brutto 14’ | Marcatori |  |

#### Girone di ritorno
| Arbitro: | Ciulli (Roma) |

|              |           |  |
| Cazzella 71’ | Marcatori |  |

| Catania 17 gennaio 1999 19ª giornata | Catania        | 0 – 0 | Catanzaro | Stadio Cibali\| Arbitro: \| Lecci (Varese) \| |
| Arbitro:                             | Lecci (Varese) |       |           |                                               |

| Arbitro: | Lambertini (Bologna) |

|              |           |                      |
| Rizzioli 77’ | Marcatori | 47’ (rig.) Tarantino |

| Arbitro: | Tomasi (Conegliano) |

|                            |           |  |
| Marziano 4’ Passiatore 46’ | Marcatori |  |

| Cava dei Tirreni 7 febbraio 1999 22ª giornata | Cavese          | 0 – 0 | Catania | Stadio Simonetta Lamberti\| Arbitro: \| Maselli (Lucca) \| |
| Arbitro:                                      | Maselli (Lucca) |       |         |                                                            |

| Arbitro: | Lecci (Varese) |

|                                          |           |               |
| Margheriti 70’ Marziano 76’ Lugnan 90+2’ | Marcatori | 22’ Terzaroli |

| Arbitro: | Papini (Perugia) |

|              |           |  |
| Federici 88’ | Marcatori |  |

| Catania 7 marzo 1999 25ª giornata | Catania         | 0 – 0 | Nardò | Stadio Cibali\| Arbitro: \| Bonin (Trieste) \| |
| Arbitro:                          | Bonin (Trieste) |       |       |                                                |

| Arbitro: | Lion (Padova) |

|                                 |           |            |
| Brutto 1’ Manca 9’ Marziano 75’ | Marcatori | 59’ Pisani |

| Sora 21 marzo 1999 27ª giornata | Sora                | 0 – 0 | Catania | Stadio Claudio Tomei\| Arbitro: \| Carrer (Conegliano) \| |
| Arbitro:                        | Carrer (Conegliano) |       |         |                                                           |

| Arbitro: | Battistella (Conegliano) |

|                       |           |                          |
| Antonelli Agomeri 83’ | Marcatori | 25’ Lugnan 54’ G. Monaco |

| Catania 11 aprile 1999 29ª giornata | Catania           | 0 – 0 | Casarano | Stadio Cibali\| Arbitro: \| Rizzoli (Bologna) \| |
| Arbitro:                            | Rizzoli (Bologna) |       |          |                                                  |

| Arbitro: | Morganti (Ascoli Piceno) |

|  |           |                 |
|  | Marcatori | 70’, 83’ Brutto |

| Arbitro: | Verrucci (Fermo) |

|             |           |  |
| Manca 90+2’ | Marcatori |  |

| Arbitro: | Lambertini (Bologna) |

|           |           |           |
| Gallo 57’ | Marcatori | 61’ Manca |

| Arbitro: | Cenni (Imola) |

|            |           |            |
| Brutto 35’ | Marcatori | 68’ Di Meo |

| Arbitro: | Lambertini (Bologna) |

|                |           |             |
| Castellano 89’ | Marcatori | 68’ Ripaldi |

### Coppa Italia Serie C

#### Fase a gironi
| 23 agosto 1998 1ª giornata |  | – Turno di riposo Catania |  |  |

| Arbitro: | Cirone (Palermo) |

|               |           |           |
| Carosella 89’ | Marcatori | 85’ Costa |

| Arbitro: | Palmieri (Cosenza) |

|                           |           |  |
| Lugnan 63’ Passiatore 65’ | Marcatori |  |

| Arbitro: | Benedetto (Messina) |

|                        |           |                |
| Pierantozzi 74’ (rig.) | Marcatori | 71’ Passiatore |

| Arbitro: | Battaglia (Messina) |

|                                    |           |  |
| Manca 30’ Brutto 82’ Tarantino 86’ | Marcatori |  |

#### Fase ad eliminazione diretta
| Catania 28 ottobre 1998 Sedicesimi di finale - Andata | Atletico Catania  | 0 – 0 | Catania | Stadio Cibali\| Arbitro: \| Cassarà (Palermo) \| |
| Arbitro:                                              | Cassarà (Palermo) |       |         |                                                  |

| Arbitro: | N. Ayroldi (Molfetta) |

|                                     |           |                  |
| Tarantino 6’ (rig.) R. Esposito 70’ | Marcatori | 3’ (rig.) Modica |

| Arbitro: | Borelli (Roma) |

|                                                |           |  |
| Costa 27’ Manca 41’ (rig.), 87’ Furlanetto 66’ | Marcatori |  |

| Arbitro: | Rossomando (Salerno) |

|            |           |  |
| Parise 16’ | Marcatori |  |

| Catania 10 febbraio 1999 Quarti di finale - Andata | Catania               | 0 – 0 | Messina | Stadio Cibali\| Arbitro: \| S. Ayroldi (Molfetta) \| |
| Arbitro:                                           | S. Ayroldi (Molfetta) |       |         |                                                      |

| Arbitro: | Saccani (Mantova) |

|                                       |                      |                                 |
| Corino Beccaria Catalano Torino Marra | Tiri di rigore 5 – 3 | Tarantino Manca Di Julio Bifera |

## Statistiche

### Statistiche di squadra
| Competizione         | Punti | In casa | In casa | In casa | In casa | In casa | In casa | In trasferta | In trasferta | In trasferta | In trasferta | In trasferta | In trasferta | Totale | Totale | Totale | Totale | Totale | Totale | DR  |
| Competizione         | Punti | G       | V       | N       | P       | Gf      | Gs      | G            | V            | N            | P            | Gf           | Gs           | G      | V      | N      | P      | Gf     | Gs     | DR  |
| -------------------- | ----- | ------- | ------- | ------- | ------- | ------- | ------- | ------------ | ------------ | ------------ | ------------ | ------------ | ------------ | ------ | ------ | ------ | ------ | ------ | ------ | --- |
| Serie C2             | 59    | 17      | ..      | ..      | ..      | ..      | ..      | 17           |              | ..           | ..           | ..           | ..           | 34     | 15     | 14     | 5      | 40     | 19     | +21 |
| Coppa Italia Serie C | -     | 5       | 4       | 1       | 0       | 11      | 1       | 5            | 0            | 4            | 1            | 2            | 3            | 10     | 4      | 5      | 1      | 13     | 4      | +9  |
| Totale               | -     | 22      | ..      | ..      | ..      | ..      | ..      | 22           | --           | --           | --           | --           | --           | 44     | 19     | 19     | 6      | 53     | 23     | +30 |